# Kleine ruit
Kleine ruit (Thalictrum minus) is een overblijvend kruid uit de ranonkelfamilie (Ranunculaceae).

## Beschrijving
De plant, die een hoogte van 30 tot 100 cm kan bereiken, heeft gladde, ondiep geribde, rechtopstaande stengels met samengestelde bladeren. De geelachtige bloemen zijn tweeslachtig, ze hangen voorover in wijdvertakte losse pluimen. Kleine ruit bloeit van maart tot eind augustus; de meeldraden zijn opvallend lang. De vrucht is een nootje.

## Voorkomen
Kleine ruit komt voor in Europa en Azië en heeft een voorliefde voor droge plekken in duinen en langs grote rivieren. De plant staat meestal op zonnige tot licht beschaduwde, zandige en stenige plaatsen. De bodem dient tamelijk oligotroof en kalkhoudend te zijn.
In Vlaanderen komt de soort vrij algemeen voor in het kustgebied en is elders zeer zeldzaam. In Nederland vrij zeldzaam in de Zeeuwse en Zuid-Hollandse duinen, zeldzaam in het rivierengebied, de Noord-Hollandse duinen en de Waddeneilanden.

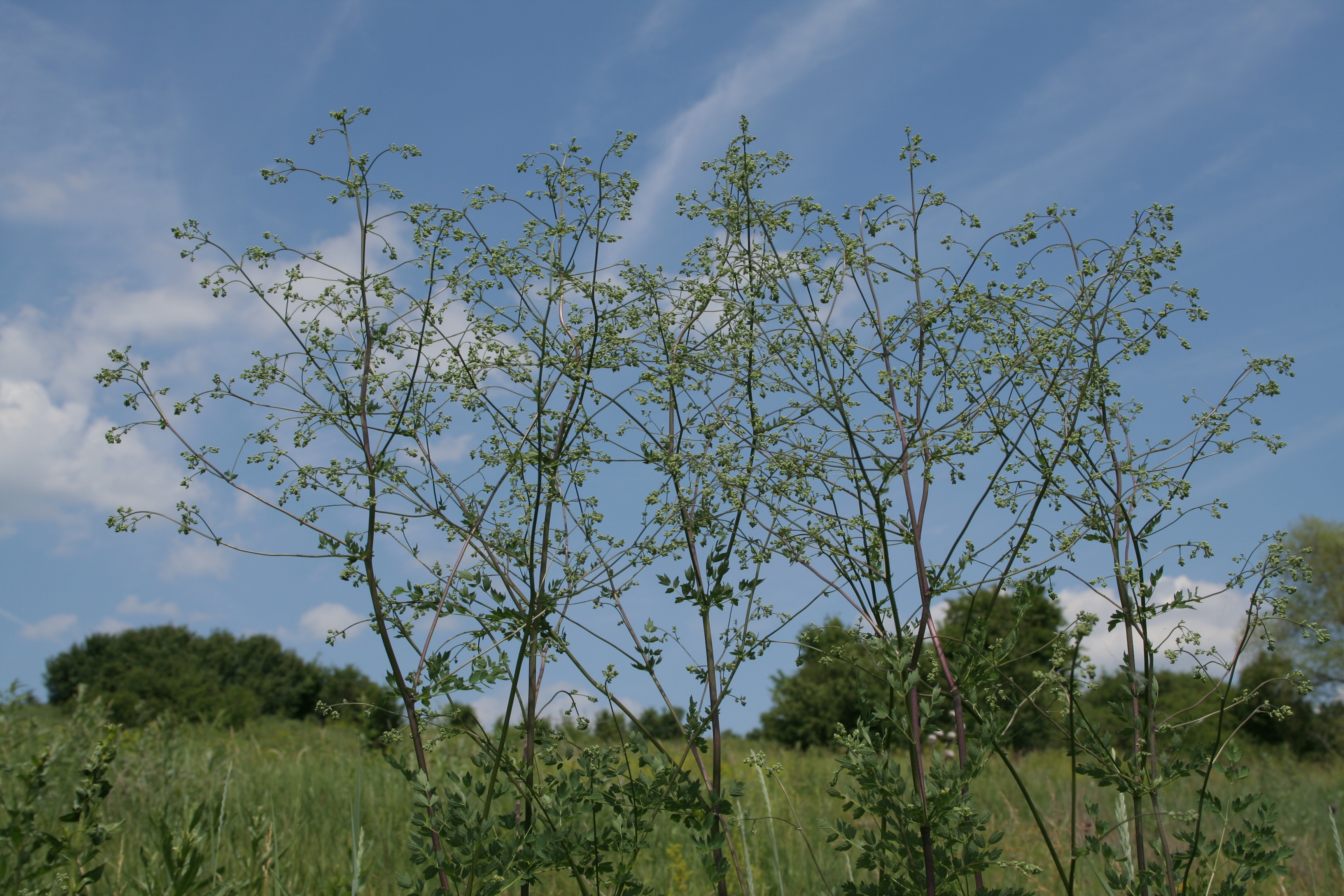
Kleine ruit vormt losse pluimen

## Plantensociologie
Kleine ruit is, althans binnen het rivierengebied, een kensoort voor de associatie van sikkelklaver en zachte haver (Medicagini-Avenetum pubescentis), een zeer bloemrijke plantengemeenschap van kalkrijke zandgronden langs de grote rivieren.